# Miguel Lamperti
Miguel Enrique Lamperti (Bahía Blanca, 11 de noviembre de 1978), conocido como Miguel Lamperti, es un jugador profesional de pádel argentino. Actualmente ocupa el puesto número 59 en el ranking del FIPy forma pareja junto a Daniel Santigosa.

## Carrera
Miguel Enrique Lamperti comenzó a jugar al pádel con 12 años. En sus inicios le gustaba entrenar mucho con la pared. Con 16 años comenzó a disputar sus primeros torneos. Entrenaba alrededor de 10 horas y paralelamente disputaba torneos con su pareja que, por aquel entonces, era Matías Díaz. Un tiempo después sufrió un accidente de tráfico que le obligó a parar durante varios meses y posteriormente fallecería su madre.
Después de recuperarse de las lesiones se colocó como número 1 de Argentina en 2006 y, desde ese momento, se convirtió en el gran jugador que es. Luego viajó a España para disputar el Padel Pro Tour, donde siempre ha estado en un buen nivel en el circuito mundial. Comenzó a jugar en España de la mano de Alejandro Lasaigues para, en 2009, acompañar a Matías Díaz. Solían ser la pareja número 2 o 3 y luchaban por esos puestos con la dupla Nerone-Gutiérrez. En el torneo de Córdoba disputaron un formidable partido contra los príncipes, Juani Mieres y Pablo Lima, perdiendo en la final en el tie break. Acabaron esa temporada terceros, por detrás de Belasteguín-Díaz, como números 1, seguidos por Nerone-Gutiérrez en segundo lugar.Comenzó la temporada 2011  con Cristian Gutiérrez "el mago" como pareja. Dejaron partidos espectaculares para el recuerdo, aunque no cosecharon ningún título. Debido a ello decidió empezar la campaña 2012 con su compañero y amigo Maxi Grabiel. Ganaron su primer título juntos en el último torneo; el padel pro tour de Valencia, en una holgada final contra Paquito Navarro y Adrián Allemandi, tras ganar en semifinales a Aday Santana y  Willy Lahoz. Su andanza con Adrián "el tito" Allemandi comenzó en 2013, alcanzando el número 5 en el ranking.
En 2016 ganó el mundial de pádel, que se disputó en Portugal, logrando el punto definitivo para la selección argentina al ganar a Álvaro Cepero y Juan Lebrón por 6-4 y 6-4. Su pareja en este partido fue Cristián Gutiérrez.
En 2017 comenzó la temporada junto a Maxi Grabiel, por lesiones de sus respectivas parejas.
En 2018 volvió con Juani Mieres, alcanzando dos finales a lo largo de la temporada, y en 2019 unió fuerzas con Luciano Capra, aunque a mitad de temporada regresó con Mieres.
En 2021, Arturo Coello, de 19 años recién cumplidos, se convirtió en su nueva pareja deportiva, siendo Miguel casi 24 años mayor. En el primer torneo de la temporada en Madrid, dieron la sorpresa al derrotar en octavos de final a Paquito Navarro / Martín Di Nenno y alcanzar semifinales, donde perdieron ajustadamente ante los campeones Fernando Belasteguín / Sanyo Gutiérrez. En el segundo torneo, alcanzaron las semifinales nuevamente, tras derrotar en cuartos de final a Agustín Tapia / Pablo Lima en 3 sets. En ese mismo año se separó de Coello y Miguel Yanguas se convirtió en su nueva pareja.
En 2022, Jon Sanz se convirtió en su nueva pareja deportiva, logrando su primer título con él en el Getafe Challenger en el mes de abril.
En 2023, formaría pareja con Juan Cruz Belluati tras no tener compañero de pista fijo durante los últimos torneos de 2022.

## Padel Pro Tour-World Padel Tour (desde 2006)

### Títulos
| N.º | Año                     | Torneo            | Pareja       | Oponentes en la final                 | Resultado       |
| --- | ----------------------- | ----------------- | ------------ | ------------------------------------- | --------------- |
| 1.  | 9 de noviembre de 2008  | Salamanca         | Matías Díaz  | Gabriel Reca Hernán Auguste           | 6-4 / 6-4       |
| 2.  | 17 de mayo de 2009      | Granada           | Matías Díaz  | Gabriel Reca Hernán Auguste           | 3-6 / 6-4 / 6-2 |
| 3.  | 15 de noviembre de 2009 | La Coruña         | Matías Díaz  | Gabriel Reca Hernán Auguste           | 6-3 / 6-7 / 6-4 |
| 4.  | 14 de marzo de 2010     | Mar del Plata     | Matías Díaz  | Pablo Lima Juani Mieres               | 7-5 / 4-6 / 7-5 |
| 5.  | 5 de septiembre de 2010 | Palma de Mallorca | Matías Díaz  | Chico Gomes Federico Quiles           | 7-5 / 6-0       |
| 6.  | 19 de febrero de 2012   | Mendoza           | Maxi Grabiel | Juan Martín Díaz Fernando Belasteguín | 7-6 / 2-6 / 6-3 |
| 7.  | 11 de noviembre de 2012 | Valencia          | Maxi Grabiel | Adrián Allemandi Paquito Navarro      | 6-2 / 6-0       |

### Finales
| N.º | Año                      | Torneo               | Pareja             | Oponentes en la final                 | Resultado       |
| --- | ------------------------ | -------------------- | ------------------ | ------------------------------------- | --------------- |
| 1.  | 2 de junio de 2007       | Madrid 1             | Maru Lasaigues     | Juan Martín Díaz Fernando Belasteguín | 3-6 / 2-6       |
| 2.  | 16 de septiembre de 2007 | Mérida               | Matías Díaz        | Juan Martín Díaz Fernando Belasteguín | 1-6 / 4-6       |
| 3.  | 30 de septiembre de 2007 | Mérida               | Matías Díaz        | Juan Martín Díaz Fernando Belasteguín | 3-6 / 3-6       |
| 4.  | 27 de abril de 2008      | Granada              | Matías Díaz        | Juan Martín Díaz Fernando Belasteguín | 7-5 / 3-6 / 3-6 |
| 5.  | 22 de junio de 2008      | Córdoba              | Matías Díaz        | Cristian Gutiérrez Seba Nerone        | 4-6 / 6-7       |
| 6.  | 17 de agosto de 2008     | Reserva del Higuerón | Matías Díaz        | Juan Martín Díaz Fernando Belasteguín | 1-6 / 4-6       |
| 7.  | 14 de septiembre de 2008 | Mérida               | Matías Díaz        | Juan Martín Díaz Fernando Belasteguín | 3-6 / 3-6       |
| 8.  | 28 de junio de 2009      | Córdoba              | Matías Díaz        | Juan Martín Díaz Fernando Belasteguín | 6-7(4) / 5-7    |
| 9.  | 6 de septiembre de 2009  | Palma de Mallorca    | Matías Díaz        | Cristian Gutiérrez Seba Nerone        | 3-6 / 6-1 / 6-7 |
| 10. | 13 de septiembre de 2009 | Sevilla              | Matías Díaz        | Gabriel Reca Hernán Auguste           | 1-6 / 6-2 / 4-6 |
| 11. | 16 de mayo de 2010       | San Sebastián        | Matías Díaz        | Juan Martín Díaz Fernando Belasteguín | 3-6 / 1-6       |
| 12. | 20 de junio de 2010      | Córdoba              | Matías Díaz        | Juan Martín Díaz Fernando Belasteguín | 7-6 / 2-6 / 2-6 |
| 13. | 11 de julio de 2010      | Alicante             | Matías Díaz        | Juan Martín Díaz Fernando Belasteguín | 3-6 (ret.)      |
| 14. | 1 de agosto de 2010      | Marbella             | Matías Díaz        | Juan Martín Díaz Fernando Belasteguín | 2-6 / 3-6       |
| 15. | 15 de mayo de 2011       | Tarragona            | Cristian Gutiérrez | Juan Martín Díaz Fernando Belasteguín | 2-6 / 3-6       |
| 16. | 29 de mayo de 2011       | Madrid 1             | Cristian Gutiérrez | Juan Martín Díaz Fernando Belasteguín | 3-6 / 3-6       |
| 17. | 19 de junio de 2011      | Córdoba              | Cristian Gutiérrez | Gabi Reca Agustín Gómez Silingo       | 4-6 / 2-6       |
| 18. | 24 de julio de 2011      | Benicasim            | Cristian Gutiérrez | Juan Martín Díaz Fernando Belasteguín | 4-6 / 4-6       |
| 19. | 25 de septiembre de 2011 | Sevilla              | Cristian Gutiérrez | Juan Martín Díaz Fernando Belasteguín | 3-6 / 4-6       |
| 20. | 29 de julio de 2012      | Marbella             | Maxi Grabiel       | Pablo Lima Juani Mieres               | 6-4 / 3-6 / 1-6 |
| 21. | 30 de septiembre de 2012 | Madrid 2             | Maxi Grabiel       | Juan Martín Díaz Fernando Belasteguín | 5-7 / 3-6       |
| 22. | 27 de octubre de 2013    | Las Palmas           | Maxi Grabiel       | Pablo Lima Juani Mieres               | 4-6 / 2-6 / 2-6 |
| 23. | 10 de noviembre de 2013  | Valencia             | Maxi Grabiel       | Sanyo Gutiérrez Maxi Sánchez          | 3-6 / 5-7 / 4-6 |
| 24. | 29 de noviembre de 2015  | Valencia             | Tito Allemandi     | Pablo Lima Fernando Belasteguín       | 2-6 / 1-6       |
| 25. | 18 de diciembre de 2016  | Masters WPT Madrid   | Juani Mieres       | Sanyo Gutiérrez Paquito Navarro       | 3-6 / 4-6       |
| 26. | 23 de septiembre de 2018 | Lisboa               | Juani Mieres       | Sanyo Gutiérrez Paquito Navarro       | 6-7 / 5-7       |
| 27. | 28 de octubre de 2018    | Bilbao               | Juani Mieres       | Pablo Lima Paquito Navarro            | 3-6 / 3-6       |